# Рейчел Талалай
Рейчел Талалай (англ. Rachel Talalay; 16 липня 1958) — американська режисерка та продюсерка.

## Біографія
Рейчел Талалай народилася 16 липня 1958 року в місті Чикаго штат Іллінойс, США. Її батьки, Пол і Пруденс, переїхали до Балтимора штат Меріленд, щоб викладати в Університеті Джонса Гопкінса, коли їй було 4 роки. Вивчала математику у Єльському університеті.
Рейчел почала працювати комп'ютерним аналітиком, поки не отримала роботу помічника продюсера у фільмі Джона Вотерса «Поліестер» (1981). Після чого зіграла невелику роль у картині «Андроїд» (1982), а потім редагувала сценарій до картини «Будинок в жіночому університетському містечку» (1983). Була продюсером у фільмах «Кошмар на вулиці В'язів 3: Воїни сну» (1987), «Кошмар на вулиці В'язів 4: Повелитель сну» (1988), «Плаксій» (1990). Режисерський дебют відбувся у фільмі «Фредді мертвий. Останній кошмар» (1991). Номінувалася на премію «BAFTA» за найкращий британський фільм «Позичальники» (1997). З кінця 90-х років працює на телебаченні.

## Фільмографія
| Рік       |    | Українська назва                          | Оригінальна назва                             | Роль                                  |
| --------- | -- | ----------------------------------------- | --------------------------------------------- | ------------------------------------- |
| 1981      | ф  | Поліестер                                 | Polyester                                     | помічник продюсера                    |
| 1982      | ф  | Андроїд                                   | Android                                       | акторка, production accountant        |
| 1982      | ф  | Один у темряві                            | Alone in the Dark                             | production accountant                 |
| 1983      | ф  | На грецькій вулиці                        | The House on Sorority Row                     | script supervisor                     |
| 1984      | ф  | Межі міста                                | City Limits                                   | постачальник програмного забезпечення |
| 1985      | ф  | Дівчатка хочуть повеселитися              | Girls Just Want to Have Fun                   | production associate                  |
| 1986      | ф  | Схід «Чорного Місяця»                     | Black Moon Rising                             | production accountant                 |
| 1986      | ф  | Сід та Ненсі                              | Sid and Nancy                                 | менеджер натуральних зйомок           |
| 1987      | ф  | Повернення в школу жахів                  | Return to Horror High                         | перший помічник режисера              |
| 1987      | ф  | Кошмар на вулиці В'язів 3: Воїни сну      | A Nightmare on Elm Street 3: Dream Warriors   | продюсер                              |
| 1988      | ф  | Лак для волосся                           | Hairspray                                     | продюсер                              |
| 1988      | ф  | Кошмар на вулиці В'язів 4: Повелитель сну | A Nightmare on Elm Street 4: The Dream Master | продюсер                              |
| 1990      | ф  | Плаксій                                   | Cry-Baby                                      | продюсер                              |
| 1990      | ф  | Книга любові                              | Book of Love                                  | продюсер                              |
| 1991      | ф  | Фредді мертвий. Останній кошмар           | Freddy's Dead: The Final Nightmare            | режисер, сценарист                    |
| 1993      | ф  | Привид в машині                           | Ghost in the Machine                          | режисер                               |
| 1993      | с  | Космічні рятувальники                     | Space Rangers                                 | продюсер                              |
| 1995      | ф  | Танкістка                                 | Tank Girl                                     | режисер                               |
| 1997      | ф  | Позичальники                              | The Borrowers                                 | продюсер                              |
| 1997      | с  | Банда золота                              | Band of Gold                                  | режисер                               |
| 1998      | с  | Дотик зла                                 | Touching Evil                                 | режисер                               |
| 1998      | с  | Мати і тримати                            | To Have & to Hold                             | режисер                               |
| 2000      | с  | Детектив і привид                         | Randall & Hopkirk (Deceased)                  | режисер                               |
| 2000      | с  | Бостонська школа                          | Boston Public                                 | режисер                               |
| 2001      | с  | Це життя                                  | That's Life                                   | режисер                               |
| 2001      | с  | Стан несамовитості                        | State of Grace                                | режисер                               |
| 2001      | с  | Вовче озеро                               | Wolf Lake                                     | режисер                               |
| 2001      | с  |                                           | Dice                                          | режисер                               |
| 1999—2002 | с  | Еллі Макбіл                               | Ally McBeal                                   | режисер                               |
| 2002      | с  | Розслідування Джордан                     | Crossing Jordan                               | режисер                               |
| 2002      | с  | Без сліду                                 | Without a Trace                               | режисер                               |
| 2002—2003 | с  | Жіноча бригада                            | The Division                                  | режисер                               |
| 2003      | тф | Подвійний Білл                            | Double Bill                                   | режисер                               |
| 2003      | с  | Детектив Раш                              | Cold Case                                     | режисер                               |
| 2004      | с  | Дотик зла                                 | Touching Evil                                 | режисер, продюсер                     |
| 2004      | с  | Перехідний вік                            | Life As We Know It                            | режисер                               |
| 2004—2005 | с  | Не така                                   | Unfabulous                                    | режисер                               |
| 2005      | с  | Дикий вогонь                              | Wildfire                                      | режисер                               |
| 2005      | с  | Секс, любов і секрети                     | Sex, Love & Secrets                           | режисер                               |
| 2005      | с  |                                           | Terminal City                                 | режисер                               |
| 2006      | с  | Що щодо Брайана                           | What About Brian                              | режисер                               |
| 2006      | с  | Уістлер                                   | Whistler                                      | режисер                               |
| 2006      | тф | Вітер у вербах                            | The Wind in the Willows                       | режисер                               |
| 2007      | с  | Надприродне                               | Supernatural                                  | режисер                               |
| 2002—2007 | с  | Мертва зона                               | The Dead Zone                                 | режисер                               |
| 2007      | с  | Університет                               | Greek                                         | режисер                               |
| 2007      | с  | Кайл XY                                   | Kyle XY                                       | режисер                               |
| 2008      | с  | Джей-Под                                  | jPod                                          | режисер                               |
| 2008      | с  | Флеш Гордон                               | Flash Gordon                                  | режисер                               |
| 2009      | с  | Маленька перукарня                        | 'Da Kink in My Hair                           | режисер                               |
| 2009      | с  | Ласкаво просимо в Дарем                   | Durham County                                 | режисер                               |
| 2010      | с  | Бий і пали                                | Cra$h & Burn                                  | режисер                               |
| 2010      | с  | Кровопускання і чудесні зцілення          | Bloodletting & Miraculous Cures               | режисер                               |
| 2010      | с  | Гейвен                                    | Haven                                         | режисер                               |
| 2011      | с  | Шах і мат                                 | Endgame                                       | режисер                               |
| 2011      | с  | Гикавка                                   | Hiccups                                       | режисер                               |
| 2012      | тф | Закон Ганни                               | Hannah's Law                                  | режисер                               |
| 2012      | с  | Континуум                                 | Continuum                                     | режисер                               |
| 2012      | с  | Тринадцятий                               | XIII: The Series                              | режисер                               |
| 2013      | с  | Дівчата і бомби                           | Bomb Girls                                    | режисер                               |
| 2013      | кф | Рада гусениці 2                           | Advice from a Caterpillar (2D)                | режисер, продюсер, сценарист          |
| 2013      | с  | Під прикриттям                            | Played                                        | режисер                               |
| 2013      | кф | Рада гусениці                             | Advice from a Caterpillar                     | режисер, продюсер, сценарист          |
| 2013      | кф |                                           | Too Hip for Spielberg                         | продюсер                              |
| 2013      | с  | Давайте зробимо це! Так добре!            | Let's Make It! So Good!                       | продюсер                              |
| 2014      | кф | План б                                    | PLAN b                                        | продюсер                              |
| 2014      | с  | Царство                                   | Reign                                         | режисер                               |
| 2014      | тф | Гуртожиток                                | The Dorm                                      | режисер                               |
| 2014—2017 | с  | Доктор Хто                                | Doctor Who                                    | режисер                               |
| 2015      | с  | На південь від пекла                      | South of Hell                                 | режисер                               |
| 2016—2018 | с  | Флеш                                      | The Flash                                     | режисер                               |
| 2016      | с  | Легенди завтрашнього дня                  | DC's Legends of Tomorrow                      | режисер                               |
| 2016      | с  | Супердівчина                              | Sherlock                                      | режисер                               |
| 2017      | с  | Шерлок                                    | Supergirl                                     | режисер                               |
| 2018      | с  | Рівердейл                                 | Riverdale                                     | режисер                               |
| 2018      | с  | Залізний кулак                            | Marvel's Iron Fist                            | режисер                               |
| 2018      | с  | Моторошні пригоди Сабріни                 | Chilling Adventures of Sabrina                | режисер                               |